# جهاز محمول باليد

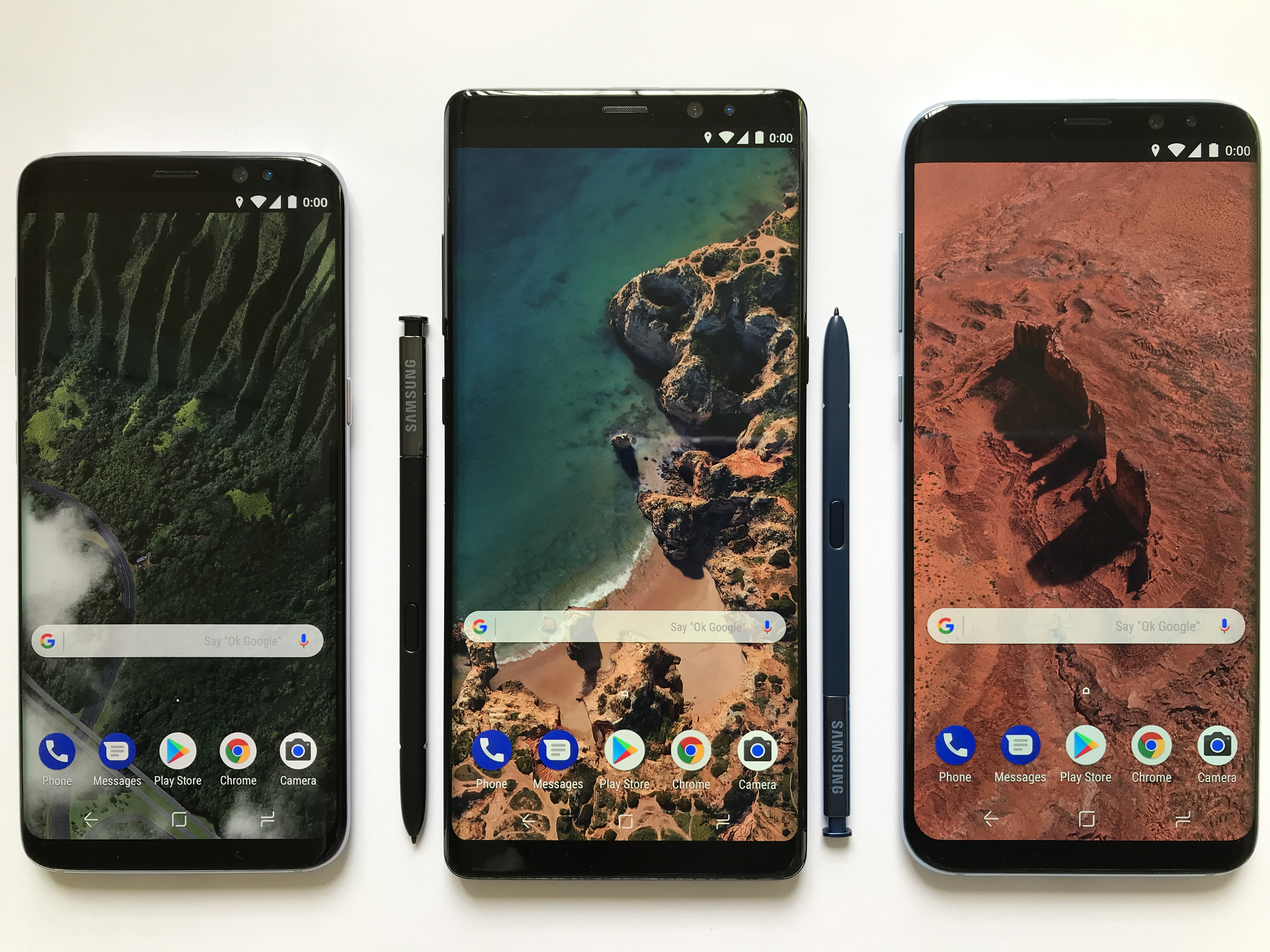
الهواتف الذكية، تعتبر من الأجهزة المحمولة باليد

جهاز محمول (أو جهاز محمول باليد) (بالإنجليزية: Handheld Device, Mobile Device) وهي أجهزة حواسيب صغيرة بحجم الجيب والتي تحتوي على شاشة لمس أو لوحة مفاتيح صغيرة للتحكم بها. وفي حالة أجهزة المساعد الرقمي الشخصي فهي تحتوي على الإثنين. وإن مساعد رقمي شخصي محبوب كثيرا عند الأشخص الذين يحتاجون لاستخدام الحاسوب بطريقة متواصلة. وهناك العديد من الأجهزة التي تندرج تحت هذه التسمية مثل أنظمة ألعاب الفيديو المحمولة باليد وغيرها.